# Campeonato de España de Atletismo en pista cubierta de 2021
El LVII Campeonato de España de Atletismo en pista cubierta se disputó los días 19 al 21 de febrero de 2021 en el Centro Deportivo Municipal Gallur de Madrid.
Junto a las pruebas individuales, se celebraron los campeonatos de pruebas combinadas (heptatlón y pentatlón).

## Resultados

### Hombres
Anexo: Récords de España en pista cubierta
Anexo: Récords de los campeonatos
| Evento              |                                                                                          | |                                                                                          |
| ------------------- | ---------------------------------------------------------------------------------------- | --- | ---------------------------------------------------------------------------------------- |
| 60 m                | Daniel Rodríguez Playas de Castellón 6"67                                                | Arian Olmos Téllez Playas de Castellón 6"73                                                                 | Mario López At. Numantino 6"74 Sergio López Nutriban At. Alcantarilla 6"74               |
| 200 m               | Daniel Rodríguez Playas de Castellón 20"83                                               | Manuel Guijarro F.C. Barcelona 21"08                                                                        | Oriol Madi S.G. Pontevedra 21"23 21"21 en semifinales                                    |
| 400 m               | Óscar Husillos C.A. Adidas 46"55                                                         | Samuel García Tenerife Caja Canarias 46,97 46"52 en semifinales                                             | Lucas Búa F.C. Barcelona 47"13                                                           |
| 800 m               | Álvaro de Arriba C.D. Nike Running 1'47"91                                               | Pablo Sánchez-Valladares F.C. Barcelona 1'48"36                                                             | Mariano García Playas de Castellón 1'48"51                                               |
| 1500 m              | Jesús Gómez C.D. Nike Running 3'49"32                                                    | Abderrahman El Khayami Playas de Castellón 3'50"21 3'47"33 en semifinales                                   | Llorenç Sales U.A. Montsià 3'50"63                                                       |
| 3000 m              | Adel Mechaal New Balance Team 8'20"17                                                    | Mohamed Katir Playas de Castellón 8'22"14 7'56"02 en semifinales                                            | Gonzalo García Cueva de Nerja 8'22"96 7'58"90 en semifinales                             |
| 60 m vallas         | Asier Martínez Grupompleo Pamplona 7"63                                                  | Enrique Llopis C.A. Gandía 7"71                                                                             | Daniel Cisneros At. Numantino 7"88                                                       |
| Salto de altura     | David Bolado At. Numantino 2,15 m 1,98o / 2,03o / 2,08xo / 2,12o / 2,15o / 2,18xxx       | Angel Torrero A.A. Catalunya 2,12 m 2,03o / 2,08xo / 2,12o / 2,15xxx                                        | Juan Ignacio López Fent Camí Mislata 2,12 m 2,03o / 2,08xo / 2,12xo / 2,15xxx            |
| Salto con pértiga   | Isidro Leyva Cueva de Nerja 5,55 m 5,05o / 5,22o / 5,32xo / 5,42xo / 5,55xxo / 5,63xxx   | Alex Gracia F.C. Barcelona 5,42 m 4,70o / 5,05xo / 5,22o / 5,32o / 5,37x- / 5,42xo / 5,47xxx                | Adrián Vallés Grupompleo Pamplona 5,37 m 5,22o / 5,37o / 5,47xxx                         |
| Salto de longitud   | Eusebio Cáceres Independiente 7,91 m 7,69 / 7,78 / 7,83 / 7,91 / 7,74 / 7,91             | Fco. Javier Cobián Universidad Oviedo 7,70 m 7,53 / x / 7,70 / x / x / 7,01                                 | Jean Marie Okutu F.C. Barcelona 7,68 m 7,52 / x / 7,68 / 7,66 / 7,60 / 7,54              |
| Triple salto        | Sergio Solanas A.D. Marathon 16,19 m 16,19 / x / - / - / - / x                           | Eneko Carrascal Real Sociedad 16,14 m 15,77 / 15,96 / 15,77 / 15,85 / 15,86 / 16,14                         | José Emilio Bellido Playas de Castellón 16,12 m x / x / x / x / x / 16,12                |
| Lanzamiento de peso | Carlos Tobalina F.C. Barcelona 19,67 m 18,85 / 19,67 / 19,12 / 19,05 / 19,22 / 18,98     | Borja Vivas At. Málaga 18,81 m x / 18,81 / x / x / 18,80 / x                                                | José Ángel Pinedo Fent Camí Mislata 18,71 m 17,88 / 17,20 / x / 18,71 / 18,06 / x        |
| Heptatlón           | Mario Arancón At. Numantino 5508 pts 7"07 / 6,95 / 14,43 / 1,91 // 8"22 / 4,40 / 2'55"17 | Pablo Martínez de Guereñu Durango Kirol Taldea 5462 pts 7"05 / 6,90 / 11,51 / 2,00 // 8"71 / 4,50 / 2'41"54 | Jesús Castillo Cornellá At. 5432 pts 7"25 / 6,99 / 13,37 / 1,91 // 8"26 / 4,10 / 2'42"14 |

 = Récord nacional      = Récord de los campeonatos      = Mejor marca personal      = Mejor marca de la temporada

### Mujeres
Anexo: Récords de España en pista cubierta
Anexo: Récords de los campeonatos
| Evento              | | |                                                                                |
| ------------------- | --- | --- | ------------------------------------------------------------------------------ |
| 60 m                | Paula Sevilla Playas de Castellón 7"29                                                                   | María Isabel Pérez Valencia C.A. 7"33                                                                 | María Cisneros Universidad León 7"41                                           |
| 200 m               | Nerea Bermejo Grupompleo Pamplona 23"54                                                                  | Estela García Independiente 23"87                                                                     | Anna Obradors L'Hospitalet At. 23"93                                           |
| 400 m               | Aauri Lorena Bokesa F.C. Barcelona 52"74                                                                 | Andrea Jiménez Playas de Castellón 53"66                                                              | Salma Paralluelo Playas de Castellón 53"92                                     |
| 800 m               | Lorea Ibarzabal At. San Sebastián 2'05"81                                                                | Daniela García Playas de Castellón 2'06"00                                                            | Natalia Romero Unicaja Jaén 2'06"52                                            |
| 1500 m              | Esther Guerrero New Balance Team 4'07"48                                                                 | Marta Pérez C.A. Adidas 4'09"44                                                                       | Águeda Muñoz F.C. Barcelona 4'14"18                                            |
| 3000 m              | Marta García F.C. Barcelona 9'14"76                                                                      | Blanca Fernández F.C. Barcelona 9'15"31                                                               | Lucía Rodríguez C.D. Nike Running 9'16"10                                      |
| 60 m vallas         | Xènia Benach Alcampo Scorpio 71 8"20 8"10 en semifinales                                                 | Caridad Jerez F.C. Barcelona 8"20 8"19 en semifinales                                                 | Carmen Sánchez At. Arroyomolinos 8"25                                          |
| Salto de altura     | Izaskun Turrillas Grupompleo Pamplona 1,81 m 1,65o / 1,70o / 1,74o / 1,78xo / 1,81xxo / 1,83xxx          | Una Stancev Cueva de Nerja 1,74 m 1,65o / 1,70o / 1,74o / 1,78xxx                                     | Raquel Álvarez Las Celtíberas 1,74 m 1,70xo / 1,74o / 1,78xxx                  |
| Salto con pértiga   | Malen Ruiz de Azúa Valencia C.A. 4,43 m 4,05o / 4,18o / 4,23o / 4,28o / 4,33x- / 4,38o / 4,43o / 4,48xxx | Miren Bartolomé Grupompleo Pamplona 4,38 m 4,05o / 4,18xo / 4,28xx- / 4,33o / 4,38o / 4,43x- / 4,48xx | Andrea San José F.C. Barcelona 4,28 m 4,13o / 4,28o / 4,33x- / 4,38xx          |
| Salto de longitud   | Fátima Diame Valencia C.A. 6,51 m x / 6,42 / x / 6,26 / 6,33 / 6,51                                      | Tessy Ebosele Real Sociedad 6,31 m x / 6,14 / 6,19 / 6,31 / x / 6,25                                  | María Vicente C.D. Nike Running 6,24 m x / 6,24 / 4,83 / x / x / x             |
| Triple salto        | Ana Peleteiro C.A. Adidas 14,21 m 14,21 / 13,97 / 13,37 / 14,11 / x / x                                  | Patricia Sarrapio Playas de Castellón 13,77 m 13,77 / x / x / x / x / x                               | Tessy Ebosele Real Sociedad 13,54 m x / 13,54 / x / x / x / 13,31              |
| Lanzamiento de peso | Mª Belén Toimil Playas de Castellón 17,81 m 17,76 / x / 17,81 / x / x / x                                | Úrsula Ruiz Valencia C.A. 16,24 m 15,87 / 15,69 / 16,24 / 15,78 / x / x                               | Mónica Borraz F.C. Barcelona 14,92 m x / 14,92 / x / x / x / x                 |
| Pentatlón           | María Vicente C.D. Nike Running 4501 pts 8"25 / 1,75 / 12,25 / 6,49 / 2'19"51                            | Claudia Conte Playas de Castellón 4361 pts 8"63 / 1,81 / 11,86 / 6,02 / 2'16"41                       | Carmen Ramos Playas de Castellón 4060 pts 8"64 / 1,69 / 13,28 / 5,41 / 2'20"94 |

 = Récord nacional      = Récord de los campeonatos      = Mejor marca personal      = Mejor marca de la temporada